# Kuferek

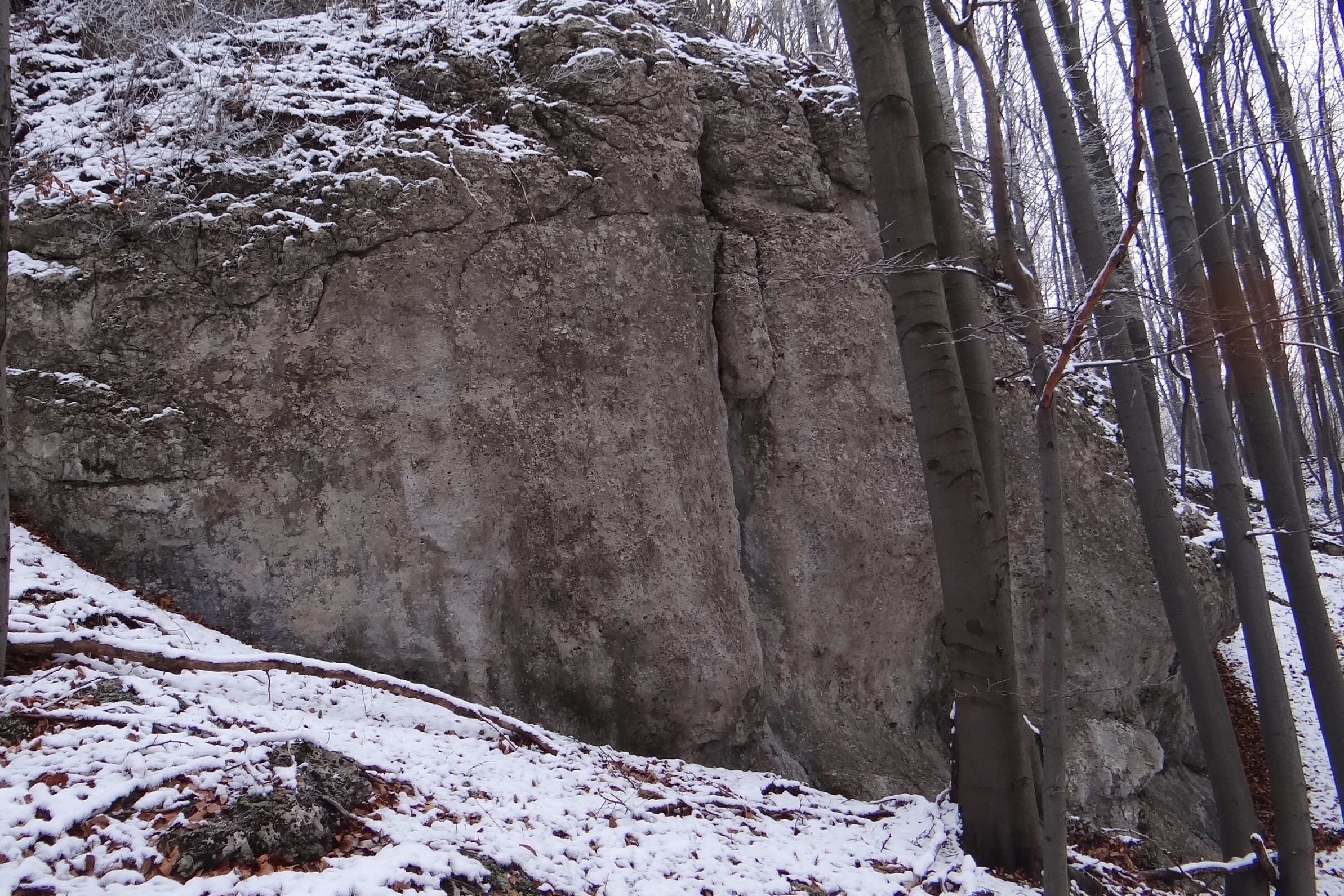
Wspinaczkowa ściana Kuferka

Kuferek – skała w Grupie Parasola na orograficznie lewym zboczu Doliny Szklarki, w obrębie miejscowości Jerzmanowice w województwie małopolskim, w powiecie krakowskim, w gminie Jerzmanowice-Przeginia. Jest to obszar Wyżyny Olkuskiej będącej częścią Wyżyny Krakowsko-Częstochowskiej.
Kuferek znajduje się w zboczu porośniętym rzadkim bukowym lasem i jest najwyżej położoną wśród wspinaczkowych turni Grupy Parasola. Tylko część jednej z jego ścian zainteresowała wspinaczy skalnych. Poprowadzili na niej dwie drogi wspinaczkowe o trudności V- i V+ w skali Kurtyki i długości 8 m. Obydwie prowadzą rysami i nie posiadają stałych punktów asekuracyjnych.
1. Lewy Kuferek; V-, 8 m
2. Prawy Kuferek; V+, 8 m[1].

Z Jerzmanowic najłatwiej dotrzeć w pobliże skał Grupy Parasola leśną drogą, którą prowadzi zielony szlak turystyki rowerowej.